# Székely Géza (újságíró)
Székely Géza (írói álneve: Csukás Sz. Géza; Brassó, 1901. február 21. – Csíkszereda, 1987) erdélyi magyar turisztikai és sportújságíró.

## Életútja, munkássága
A brassói Főreálban érettségizett. 1920-tól a Brassói Lapok nyomdájában dolgozott. Első cikkét a Brassói Lapok közölte 1922-ben. Móricz Miklós biztatására lett 1926–29 és 1932–34 között a lap belső munkatársa, a sport, a turizmus és helyi hírek rovatvezetője. Itt jelent meg írása 1926-ban Farcádi Sándorról (Látogatás a székelyek költőjénél).
1929–32 között a kolozsvári Keleti Újság brassói tudósítója, 1933-ban Halász Gyulával együtt, a Brassói Lapoktól kiválva, megalapították a Brassói Naplót, amelynek helyettes, majd felelős szerkesztője. Közben 1929–31 között Halász Kálmán mellett az Erdélyi Turista társszerkesztője; 1939-ben Brassói Turista címmel önállóan indított turisztikai lapot. 1940-től a Keleti Újság és az Erdély tudósítója.
Mint sporttudósító részt vett az 1928-as amszterdami olimpián és a budapesti 1931-es Nemzetközi Turisztikai Kongresszuson. 1940-től a Csíkszeredai Idegenforgalmi Hivatal kirendeltségét vezette, 1946-tól a Csíkmegyei Népsport Szervezet elnöke, 1950-től a Megyei Testnevelési Bizottság sportfelelőse. Az 1950-es évektől turisztikai cikkeket közölt a Vörös Zászlóban, 1968-tól a csíkszeredai Hargitában, az Előrében és románul az Informația Harghitei c. lapban. Írásait az Encián, Turisták Évkönyve, Sportul is közölte.

## Kötetei
- Nagykőhavas – Piatra Mare leírása (Brassó, 1936);
- Csíkvármegye (Csíkszereda, 1942).
- Szerkesztésében jelent meg a brassói Turista Egylet jubileumi emlékkönyve (Tíz év a turistaság szolgálatában. 1927–1937. Brassó, 1937).